# جي إتش إنغستروم
جي إتش إنغستروم (بالسويدية: Jan Henrik Engström)‏ (و. 1969  م) هو مصور، ومخرج أفلام سويدي، ولد في كارلستاد.

## التعليم
تعلم في جامعة غوتنبرغ
.